# Styloctenium
Styloctenium — рід рукокрилих, родини Криланових, що об'єднує 2 види тварин.

## Види
- Styloctenium
  - Styloctenium mindorensis
  - Styloctenium wallacei